# Mopperipalayam
Mopperipalayam là một thị xã panchayat của quận Coimbatore thuộc bang Tamil Nadu, Ấn Độ.

## Nhân khẩu
Theo điều tra dân số năm 2001 của Ấn Độ, Mopperipalayam có dân số 8303 người. Phái nam chiếm 52% tổng số dân và phái nữ chiếm 48%. Mopperipalayam có tỷ lệ 60% biết đọc biết viết, cao hơn tỷ lệ trung bình toàn quốc là 59,5%: tỷ lệ cho phái nam là 68%, và tỷ lệ cho phái nữ là 50%. Tại Mopperipalayam, 11% dân số nhỏ hơn 6 tuổi.